# Cecilia Young
Cecilia Young eller Cecilia Arne, född 1712, död 1789, var en brittisk sopran. Hon har kallats för den största engelska sopranen under 1700-talet. 
Hon var elev till Francesco Geminiani och debuterade som konsertsångare 1730. Hon framförde huvudrollen i premiären av flera av Georg Friedrich Händels verk från 1735. Hon gifte sig 1737 med Thomas Arne deltog sedan ofta i hans konserter. Hon framträdde främst på konserter snarare än på operahus. Hon drabbades av hälsoproblem 1746 och hennes karriär övergick från konsertsångare till musiklärare. 